# Rondibilis taiwana
Rondibilis taiwana es una especie de escarabajo longicornio del género Rondibilis, tribu Acanthocinini, subfamilia Lamiinae. Fue descrita científicamente por Hayashi en 1974.
La especie se mantiene activa durante los meses de mayo, junio y agosto.

## Descripción
Mide 6,5 milímetros de longitud.

## Distribución
Se distribuye por China.